# Palicourea blanchetiana
Palicourea blanchetiana är en måreväxtart som beskrevs av Diederich Franz Leonhard von Schlechtendal. Palicourea blanchetiana ingår i släktet Palicourea och familjen måreväxter. Inga underarter finns listade i Catalogue of Life.